# NGC 324
NGC 324 è una galassia lenticolare situata nella costellazione della Fenice.
Fu scoperta il 23 ottobre 1835 da John Herschel.